# Rinat Abdulin
Rinat Abdulin (en kazakh : Ринат Абдулин, Rînat Abdoulîne), né le 14 avril 1982 au Kazakhstan, est un footballeur international kazakh, qui évolue au poste de défenseur.

## Biographie

### Carrière en club
Avec les clubs du Kairat Almaty, du Tobol Kostanaï et de l'Ordabasy Chymkent, Rinat Abdulin dispute un match en Ligue des champions, et 6 matchs en Ligue Europa,.

### Carrière internationale
Rinat Abdulin compte 30 sélections et 2 buts avec l'équipe du Kazakhstan depuis 2005,.
Il est convoqué pour la première fois en équipe du Kazakhstan par le sélectionneur national Vakhid Masudov, pour un match amical contre la Lettonie le 17 avril 2002. Le match se solde par une défaite 2-1 des Kazakhs. 
Le 1er avril 2009, il inscrit son premier but en sélection contre la Biélorussie lors d'un match des éliminatoires de la Coupe du monde 2010. Le match se solde par une défaite 5-1 des Kazakhs.

## Palmarès
- Avec le Kairat Almaty
  - Champion du Kazakhstan en 2004
  - Vainqueur de la Coupe du Kazakhstan en 2001

- Avec le Tobol Kostanaï
  - Champion du Kazakhstan en 2010

## Statistiques

### Buts en sélection
Le tableau suivant liste tous les buts inscrits par Rinat Abdulin avec l'équipe du Kazakhstan.